# Безіменний палець (фільм, 2005)
«Безіменний палець» (фр. L'Annulaire, англ. The Ring Finger, рос. Перст любви) — франко-німецько-британський фільм режисера Діани Бертран, на основі роману Йоко Огави, що вийшов 8 червня 2005 року.

## Сюжет
Молода, 21-річна, робітниця фабрики газованих напоїв Іріс (Ольга Куриленко), працює на конвеєрі де миють пляшки. Та під час нещасного випадку вона втрачає кінчик безіменного пальця. Іріс звільняється з фабрики і шукає нове житло та роботу. Вона йде до порту міста та випадково забрідає до парку, де звуки флейти її заводять до дивної лабораторії, в якій люди зберігають дуже особисті «експонати», і де керівник цього закладу якраз шукає нову асистентку. Іріс намагається розгадати таємничу сутність лабораторії та її керівника.

## Ролі виконують
- Ольга Куриленко — Іріс
- Марк Барбе[fr] — чоловік з лабораторії
- Стіпе Ерцег[fr] — Коста, моряк
- Едіт Скоб — пані з 223 кімнати
- Ганс Цішлер — чоловік з готелю
- Сотікі Куяте — чистильник взуття
- Доріа Ашур — дівчина зі слідами опіку на щоці
- Юрій Шрадер — клієнт повії

## Навколо фільму
- Цікаво, що в хвилину роздумів Іріс (Ольга Куриленко) співає куплет української народної пісні на слова поета Михайла Старицького «Ніч яка місячна, зоряна, ясная! Видно, хоч голки збирай. Вийди, коханая, працею зморена, Хоч на хвилиноньку в гай».

## Нагороди
- 2006 Нагорода Бруклінського кінофестивалю[en] (Brooklyn Film Festival):
  - Сертифікат досконалості найкращій акторці — Ольга Куриленко